# سافک شرقی
سافک شرقی (به انگلیسی: East Suffolk) یک منطقهٔ مسکونی در بریتانیا است.